# 加納永美子
加納 永美子（かのう えみこ、1993年11月14日 - ）は日本のファッションモデル・タレント。2015年度ミス・ユニバース・ジャパン兵庫県代表。所属は松竹芸能。

## 人物・来歴[1]
- 兵庫県西宮市出身。西宮市立名塩小学校、西宮市立塩瀬中学校、西宮市立西宮高等学校、私立武庫川女子大学文学部卒業。
- 趣味はクラシックバレエ・ショッピング・お菓子作り。好きな食べ物はいちご、スイーツ、パン、サーモン。好きな有名人は田中みな実、ローラ、桐谷美玲。
- 武庫川女子大学在学中の2015年にミス・ユニバース・ジャパン兵庫大会に出場。グランプリに輝き同大会の兵庫県代表に選出される。
- 大学卒業後はモデル事務所に所属し、ファッションモデルとして活動していたが、活動の場を広げるために現在の事務所に移籍。
- 現在は活動の場をテレビ・ラジオに移し、主に、タレントとして活動中。

## 出演[2]

### テレビ番組
- サンテレビ　「The Hit」「小野まつり・おの恋まつり」
- テレビ岸和田　「5じやん!」
- ABCテレビ　「おはよう朝日です」
- ベイコム　「ほっとネット★ベイコム」「週刊タイガースかわら版」
- J:COM　「角田信朗のおっさんぽ」「パインバンブーアワー」「ユニバース+」

### ラジオ番組
- ラジオ関西　「サンデー神戸」
- Kiss FM KOBE　「辛坊治郎 Sunday Kissプラス」「今夜はbb!」
- FM OSAKA　「KANSAI COLLECTION Autumun＆Ｗinter～ TRY ME！」
- Rakuten.FM TOHOKU　「かみじょうたけしのなニシにキタん！」

### CM
- アサヒペン
- ちゅうぎんNISA

### 雑誌
- 「BEAUTRIUM」アートブック

### ファッションショー
- 「KANSAI COLLECTION」
- 「コウジヤマモトファッションショー」
- 「LaSente」
- 「フリゼーア」
- 他多数